# Milton (New Hampshire)
Milton – miasto w Stanach Zjednoczonych, w stanie New Hampshire, w hrabstwie Strafford.